# Каретников, Алексей Дмитриевич
Алексей Дмитриевич Каретников — советский хозяйственный, государственный и научный деятель, доктор технических наук, профессор.

## Биография
Родился в 1910 году в Москве. Член КПСС.
С 1929 года — на хозяйственной, общественной и политической работе. В 1929—1988 гг. — инженер железнодорожного транспорта, аспирант МИИТ, работник отдела изучения опыта иностранных железных дорог НКПС руководящий работник на ст. Перово, военный комендант Ленинской ж/д МВО, военный комендант Московско-Рязанской ж/д, заместитель начальника секретариата Министерства путей сообщения по вопросам печати и научно-исследовательской работы, доцент и заведующий кафедрой «Эксплуатация железных дорог» Академии железнодорожного транспорта, старший научный сотрудник ЦНИИ МПС, директор Всесоюзного научно-исследовательского института железнодорожного транспорта.
Умер в Москве в 1988 году.